# José Luis Paredes Pacho
José Luis Paredes Pacho (17 de marzo de 1961) es un músico, investigador, escritor y promotor cultural mexicano. Desde 2012, director del Museo Universitario del Chopo. Es creador y fue director del ciclo Radical Mestizo del Festival de México, y del nuevo ciclo del festival Poesía en Voz Alta en la Casa del Lago Juan José Arreola de la UNAM.
Por 18 años fue baterista de la banda mexicana Maldita Vecindad y los Hijos del Quinto Patio.

## Biografía
En 1971 actuó en la película The Wrath of God (MGM), dirigida por Ralph Nelson y protagonizada por Robert Mitchum y Rita Hayworth. En 1985 actuó en la obra de teatro Manuscrito encontrado en Zaragoza, dirigida por Ludwik Margules, con texto de Juan Tovar basado en la novela homónima de Jan Potocki.
En 1972 fue baterista del grupo musical Coyote, de 1984 a 1985 del grupo Orificio y de 1981 a 1984, baterista en la escuela de Danza CESUCO. De 1986 a 2000, durante 18 años, fue baterista del grupo Maldita Vecindad y los Hijos del Quinto Patio, con el que realizó giras por varios países de Europa, Estados Unidos y Latinoamérica. Así mismo, fue pionero en la creación de una escena de rock en español en los Estados Unidos. Su trabajo fue cubierto ampliamente por medios como Village Voice, LA Weekly y Spin, entre otros.
Posee una licenciatura en historia por la ENAH Escuela Nacional de Antropología e Historia, una maestría en historia del arte por la UNAM y un doctorado por la Universidad Rovira y Virgili de España.
En 1999 fue asesor de contenidos del programa Año 2000, del siglo XX al tercer milenio del CONACULTA. Programó al entonces emergente colectivo musical tijuanense Nortec Collective para musicalizar con la pieza "Polaris" el Alzado vectorial de Rafael Lozano-Hemmer  y otra pieza de la coreógrafa Lidia Romero, en el Zócalo de la capital mexicana. Fue la primera vez que Nortec, ahora multipremiado y de proyección global, fue programado para un evento mundial, como las celebraciones por la llegada del nuevo milenio.
En 2001 fundó y desde entonces programa la sección Radical Mestizo del Festival de México, uno de los más importantes festivales culturales no lucrativos de México, con 39 años de existencia. Radical Mestizo presenta desde 2001 música étnica, tradicional, world beat, diáspora y electrónica. Algunos de los convocados al festival, y qué en algunos casos hicieron sus primeras presentaciones en México en Radical Mestizo son Ojos de Brujo, Diego el Cigala Sidestepper, Mouss et Hakim, Chano Domínguez, Goran Bregovic, Bomba Estéreo, La 33, Nortec y Seun Kuti, entre otros. El programa incluye la realización de talleres y coloquios por parte de los artistas invitados y otros especialistas internacionales, por ejemplo, el taller de colaboración entre el artista español de flamenco, Diego el Cigala, con el grupo campesino veracruzano de son jarocho, Chuchumbé. También en 2001, asesor del festival Arte01, del Instituto Nacional de Bellas Artes, un festival para recuperar la vitalidad del Centro Cultural del Bosque. Su proyecto “Recuperación del espacio público”, consistió en programar actividades culturales en los vestíbulos de los teatros y las plazas del Centro Cultural.
De septiembre de 2002 hasta febrero de 2013, fue miembro del Consejo de Fomento y Desarrollo Cultural del Distrito Federal, de la Secretaría de Cultura del Gobierno del Distrito Federal. En el Consejo participan los titulares de las secretarías de Cultura, Desarrollo Social y Turismo, así como de la Comisión de Cultura de la Asamblea Legislativa del Distrito Federal, la UNAM, la UAM, el IPN y personalidades destacadas de la comunidad cultural mexicana.
En junio de 2003 fue colaborador del programa permanente de desarrollo musical denominado Instrumenta, dirigido por Ignacio Toscano. Entre otros resultados, se realizó un taller donde participó el grupo balcánico de Goran Bregovic junto con una banda tradicional de música indígena oaxaqueña. Instrumenta promueve música regional de Oaxaca y música clásica.
De marzo de 2005 a mayo de 2012, José Luis Paredes Pacho fue director de la Casa del Lago Juan José Arreola, dependiente de la Coordinación de Difusión Cultural de la UNAM. 
Entre 2012 y 2024 fue director del Museo Universitario del Chopo. A lo largo de sus años al frente de esta institución, la reencontró con su propia historia, extremadamente rica, al mismo tiempo que proponía una intensa programación que giraba en torno a cuatro líneas de trabajo: Subterraneidades y escenas heterodoxas; Dispositivos tecnológicos y economías creativas; Espacio urbano y arquitectura; Espacio, recinto y colección.
En 2024 fue nombrado director general del Sistema de Apoyos a la Creación y  Proyectos Culturales de la Secretaría de Cultura del Gobierno de México.

## Obra

### Discografía

#### ConMaldita Vecindad y los Hijos del Quinto Patio
- Maldita Vecindad y los Hijos del 5º Patio, BMG, 1988.
- El Circo, BMG, 1991.
- Gira Pata de Perro, BMG, 1994
- Baile de Máscaras, BMG, 1995
- Mostros, BMG, 1998
- Maldita Sea, Greatest Hits, (USA, 2000)

##### En recopilaciones
- Tributo a José José (BMG, 1999), con el cóver a la canción “Ya lo pasado pasado”.
- Armando Manzanero y Sus Amigos, con el cóver “Esta tarde vi llover” (1993).
- El más Grande Homenaje a Los Tigres del Norte, con el cóver a la canción “El Circo” (2001).
- Juntos por Chiapas, con la canción “La tormenta” (En apoyo al Ejército Zapatista de Liberación Nacional) (PolyGram).

##### Bandas sonoras
- Piedras verdes, 2001.

### Libros
- Rock Mexicano. Sonidos de la calle (1992), prologado por Carlos Monsiváis.

### Artículos
- "Los nuevos bárbaros, oralidad y nuevas tecnologías” en García Canclini, Nestor (editor). La creatividad redistribuida. México, Siglo XXI Editores, 2013.
- "Rock mexicano, breve recuento del siglo XX" en Tello, Aurelio (coordinador).  La música en México. México, Biblioteca Mexicana, Fondo de Cultura Económica / CONACULTA, 2010.[10]
- "Un país invisible. Escenarios independientes: autogestión, colectivos, cooperativas, microempresas y cultura alternativa" en Woldenberg, José y Florescano, Enrique (editores). Cultura mexicana: revisión y retrospectiva. México, Taurus, 2008.
- “Industrias culturales, culturas emergentes y subculturas”, en Robles, Mara, Rodríguez Banda, Alfredo (compiladores). Políticas culturales en México, hacia un plan estratégico de desarrollo cultural. México, Universidad de Guadalajara, Centro de Estudios Estratégicos para el Desarrollo, Guadalajara, Jalisco. 2006.
- Catálogo Reader Mexartes-Berlín, Políticas Culturales en México: 2006-2020,
- Hacia un plan estratégico de desarrollo cultural (UdeG),
- La Pirámide, un ensayo de autogestión cultural,
- "El Zócalo y el siglo" en Lozano-Hemmer, Rafael. Alzado Vectorial. México, CONACULTA, 2000.

### Prólogos
- Oye cómo va: recuento del rock tijuanense (CONACULTA-CECUT, SEP, Instituto Mexicano de la Juventud. México, 1999)
- Paso del Nortec, (editorial Trilce, México 2004).

### Participación en medios de comunicación
- A partir de diciembre de 2007, es miembro del Consejo Editorial del Periódico de Poesía, de la Dirección de Literatura de la Coordinación de Difusión Cultural UNAM.
- De 2010 a 2011, realización de las cápsulas radiofónicas “Poesía en Voz Alta”, transmitidas diariamente por Radio UNAM.
- 2005-2007: miembro del Consejo de Programación de Radio UNAM

- Agosto de 2004 a 2007: Miembro del Consejo Editorial de la revista quincenal DF Por Travesías.
- 2003: programa de radio mensual “Ruidos de la Calle, versión audio” por reforma.com del periódico Reforma.
- 2000: contributing editor de la revista bilingüe sobre música La Banda Elástica, editada en Los Ängeles, California.
- 1997: asesor editorial de la sección de espectáculos del periódico Reforma.

## Filmografía
- The Wrath of God, como Pablito.[11]